# Styloniscus
Styloniscus är ett släkte av kräftdjur. Styloniscus ingår i familjen Styloniscidae.

## Dottertaxa tillStyloniscus, i alfabetisk ordning[1]
- Styloniscus araucanicus
- Styloniscus australiensis
- Styloniscus australis
- Styloniscus austroafricanus
- Styloniscus capensis
- Styloniscus cestus
- Styloniscus commensalis
- Styloniscus georgensis
- Styloniscus hirsutus
- Styloniscus horae
- Styloniscus hottentoti
- Styloniscus iheringi
- Styloniscus insulanus
- Styloniscus japonicus
- Styloniscus jeanneli
- Styloniscus katakurai
- Styloniscus kermadecensis
- Styloniscus longistylis
- Styloniscus maculosus
- Styloniscus magellanicus
- Styloniscus mauritiensis
- Styloniscus monocellatus
- Styloniscus moruliceps
- Styloniscus murrayi
- Styloniscus natalensis
- Styloniscus nordenskjoeldi
- Styloniscus otakensis
- Styloniscus pallidus
- Styloniscus phormianus
- Styloniscus planus
- Styloniscus riversdalei
- Styloniscus romanorum
- Styloniscus schwabei
- Styloniscus simplex
- Styloniscus simrothi
- Styloniscus spinosus
- Styloniscus squarrosus
- Styloniscus swellendami
- Styloniscus sylvestris
- Styloniscus tabulae
- Styloniscus thomsoni
- Styloniscus ventosus
- Styloniscus verrucosus